# Holub zejkozobý
Holub zejkozobý (Didunculus strigirostris) nebo také zejkozob holubí, samojsky manumea, je druh ptáka z čeledi holubovitých, který je endemitem Samojských ostrovů.
Dorůstá délky přes 30 centimetrů a váží okolo 400 gramů. Peří je černé s nazelenalým kovovým leskem, jen hřbet, křídla a ocas mají kaštanově hnědé zbarvení. Zobák je žlutý, okolo očí má holub červeně zbarvenou lysinu, také nohy jsou červené. Jeho hlavní potravou jsou plody stromu Dysoxylum, které drtí podobně jako papoušci pomocí silného zobáku opatřeného ostrým zahnutým koncem nazývaným zejk. Zdržuje se převážně na zemi, jen v nebezpečí přeletuje mezi nízkými větvemi stromů, na stromech také hnízdí.
Holub zejkozobý obývá zalesněné horské svahy. Jeho existenci ohrožuje lov na maso, zavlečení predátoři jako psi, kočky a prasata, odlesňování i občasné tajfuny. Udržel se pouze v chráněných územích, kde se odhady počtu přežívajících jedinců pohybují mezi 250 a 2500 kusy, je tedy kriticky ohrožený. Jeho nejbližší příbuzný, Didunculus placopedetes z Tongy, již vyhynul.
Holub zejkozobý je samojským národním symbolem a je vyobrazen na bankovce v hodnotě dvaceti tala.